# Schlehenberg (Bayreuth)
Schlehenberg ist ein Gemeindeteil der kreisfreien Stadt Bayreuth in Oberfranken. Schlehenberg liegt in der Gemarkung Wolfsbach.

## Geografie
Der Weiler liegt am rechten Ufer des Roten Mains. Eine Gemeindeverbindungsstraße führt nach Wolfsbach zur Bundesstraße 2 (0,9 km westlich) bzw. nach Schamelsberg (1 km südöstlich).

## Geschichte
Schlehenberg gehörte zur Realgemeinde St. Johannis. Gegen Ende des 18. Jahrhunderts bestand Schlehenberg aus einem Anwesen. Die Hochgerichtsbarkeit stand dem bayreuthischen Stadtvogteiamt Bayreuth zu. Das Amt St. Johannis war Grundherr der Sölde.
Von 1797 bis 1810 unterstand der Ort dem Justiz- und Kammeramt Bayreuth. Mit dem Gemeindeedikt wurde Schlehenberg dem 1812 gebildeten Steuerdistrikt Emtmannsberg und der im gleichen Jahr gebildeten Ruralgemeinde Schamelsberg zugewiesen. Am 1. Oktober 1971 wurde die Gemeinde Schamelsberg nach Wolfsbach eingemeindet. Am 1. Mai 1978 wurde Schlehenberg im Zuge der Gebietsreform in Bayern nach Bayreuth eingegliedert.

### Einwohnerentwicklung
| Jahr      | 001819 | 001822 | 001861 | 001871 | 001885 | 001900 | 001925 | 001950 | 001961 | 001970 | 001987 |
| Einwohner | 5      | 5      | 6      | 5      | 5      | 8      | 6      | 3      | 4      | 5      | 31     |
| Häuser    |        | 1      |        |        | 1      | 1      | 1      | 1      | 1      |        | 6      |
| Quelle    | [ 8 ]  | [ 6 ]  | [ 9 ]  | [ 10 ] | [ 11 ] | [ 12 ] | [ 13 ] | [ 14 ] | [ 15 ] | [ 16 ] | [ 1 ]  |

## Religion
Schlehenberg ist evangelisch-lutherisch geprägt und war ursprünglich nach St. Laurentius (Neunkirchen am Main) gepfarrt. Seit dem 19. Jahrhundert ist die Pfarrei St. Bartholomäus (Emtmannsberg) zuständig.